# Джавісія Леслі
Джавісія Леслі (англ. Javicia Leslie, нар. 30 травня 1987, Аугсбург, ФРН) — американська акторка. Зігравши свою першу головну роль у фільмі «Плавай на свій страх і ризик» (2016), вона регулярно з’являлася в серіалі «Сімейний бізнес» (2018–тепер) і комедійній драмі CBS «Бог зафрендив мене» (2018–2020). Вона також зіграла головну роль у фільмі «Завжди подружка нареченої» (2019). У 2021 році Леслі почала виконувати головну роль серіалі «Бетвумен» від каналу «The CW» у другому та третьому сезоні.

## Біографія
Леслі народилася в родині військового 30 травня 1987 року в Аугсбурзі, Німеччина. Її родина переїхала до Меріленду, де вона виросла в Верхньому Мальборо. Вона навчалася в Гемптонському університеті, де знялася у виставах Seven Guitars для кольорових дівчат і Chicago.

## Кар'єра
Після закінчення школи Леслі переїхала до Лос-Анджелеса, щоб продовжити акторську кар’єру. Вона з'явилася в серіалі BET «Сімейний бізнес». Раніше вона регулярно з’являлася в серіалі «Бог зафрендив мене» з 2018 по 2020 рік, де вона зіграла сестру персонажа Брендона Майкла Холла. У 2020 році Леслі було обрано на головну роль «Бетвумен» після відходу оригінальної головної ролі Рубі Роуз. Вона грає Раян Вайлдер, оригінального персонажа, створеного для серіалу, який приймає мантію Бетвумен у другому сезоні.

## Особисте життя
Леслі бісексуалка. Вона християнка і тренувалася в муай-тай.

## Фільмографія
| Рік       |    | Українська назва          | Оригінальна назва          | Роль              |
| --------- | -- | ------------------------- | -------------------------- | ----------------- |
| 2010      | кф | Моя ситуація              | MuSicktuation              | Кійоко            |
| 2015—2017 | с  | Шеф кухар Джуліан         | Chef Julian                | Моніша            |
| 2016      | тф | Тренер вбивця             | Killer Coach               | Саманта Морган    |
| 2016      | тф | Прототип                  | Prototype                  | офіціантка        |
| 2016      | с  | Привіт Купід              | Hello Cupid Reboot         | Мо                |
| 2017      | с  | Розбитий та сексуальний   | Broke & Sexy               | Моніша            |
| 2017      | кф | Нева ех                   | Neva~eh                    | Принцеса Омні     |
| 2017—2018 | с  | МакГайвер                 | MacGyver                   | Джессі Колтон     |
| 2017      | кф | Пас онте                  | Pas Honteux                | Мішель            |
| 2018—2021 | с  | Сімейний бізнес           | The Family Business        | Періс Дункан      |
| 2018—2020 | с  | Бог зафрендив мене        | God Friended Me            | Елі Фінер         |
| 2019      | кф | Застряг                   | Stuck                      | Ебоні             |
| 2019      | кф | Перший день назад         | First Day Back             | Лінда Джонс       |
| 2019      | ф  | Подружка нареченої        | Always a Bridesmaid        | Корінна Джеймс    |
| 2020      | ф  | Зав'язаний                | Roped                      | Брітні            |
| 2021—2022 | с  | Бетвумен                  | Batwoman                   | Раян Валдер       |
| 2021—2023 | с  | Флеш                      | The Flash                  | Раян Валдер       |
| 2022      | ф  | Ми сьогодні тут зібралися | We Are Gathered Here Today | Джен Стоун-Сплитз |
| 2022      | ф  | Щось із Тіффані           | Something from Tiffany's   |                   |
| 2024      | с  | Високий потенціал         | High Potential             | Дафна             |